# Аскаров, Султан Мадиярович
Султан Мадиярович Аскаров (каз. Сұлтан Мәдиярұлы Асқаров; род. 21 января 2004, Алма-Ата) — казахстанский футболист, полузащитник клуба «Кайрат» и сборной Казахстана до 21 года, выступающий на правах аренды за клуб «Жетысу».

## Клубная карьера
Футбольную карьеру начинал в 2021 году в составе клуба «Кайрат-Жастар» в первой лиге. 23 июля 2022 года в матче против клуба «Кыран» (0:3) дебютировал в первой лиге Казахстана. 6 апреля 2023 года в матче против клуба «Экибастуз» (5:2) забил дебютный мяч в первой лиге Казахстана.
27 февраля 2025 года на правах аренды перешёл в клуб «Жетысу». 8 марта 2025 года в матче против клуба «Улытау» дебютировал в казахстанской Премьер-лиге (0:0).

## Карьера в сборной
26 марта 2024 года дебютировал за сборную Казахстана до 21 года в матче против сборной Венгрии до 21 года (0:3).

## Клубная статистика
| Клуб             | Сезон            | Лига | Лига | Кубки | Кубки | Еврокубки | Еврокубки | Итого | Итого |
| Клуб             | Сезон            | Игры | Голы | Игры  | Голы  | Игры      | Голы      | Игры  | Голы  |
| ---------------- | ---------------- | ---- | ---- | ----- | ----- | --------- | --------- | ----- | ----- |
| Кайрат           | 2023             | 0    | 0    | 0     | 0     | —         | —         | 0     | 0     |
| Кайрат           | 2024             | 0    | 0    | 0     | 0     | —         | —         | 0     | 0     |
| Кайрат           | Итого            | 0    | 0    | —     | —     | —         | —         | 0     | 0     |
| → Кайрат-Жастар  | 2021             | 0    | 0    | —     | —     | —         | —         | 0     | 0     |
| → Кайрат-Жастар  | 2022             | 5    | 0    | —     | —     | —         | —         | 5     | 0     |
| → Кайрат-Жастар  | 2023             | 27   | 3    | —     | —     | —         | —         | 27    | 3     |
| → Кайрат-Жастар  | 2024             | 18   | 3    | —     | —     | —         | —         | 18    | 3     |
| → Кайрат-Жастар  | Итого            | 50   | 6    | —     | —     | —         | —         | 50    | 6     |
| → Жетысу         | 2025             | 1    | 0    | —     | —     | —         | —         | 1     | 0     |
| → Жетысу         | Итого            | 1    | 0    | —     | —     | —         | —         | 1     | 0     |
| Всего за карьеру | Всего за карьеру | 51   | 6    | —     | —     | —         | —         | 51    | 6     |